# Praise You in This Storm
"Praise You in This Storm" é uma canção gravada pela banda Casting Crowns.
É o segundo single do segundo álbum de estúdio lançado a 30 de agosto de 2005, Lifesong.

## Prémios
Em 2007, a canção ganhou um Dove Awards na categoria "Pop/Contemporary Recorded Song of the Year", sendo também nomeado na categoria "Song of the Year". Em 2008, a canção foi de novo nomeada na categoria "Worship Song of the Year".

## Desempenho nas paradas musicais
| Parada musical (2006)            | Posição |
| -------------------------------- | ------- |
| Estados Unidos - Christian Songs | 1       |